# Lista monumentelor istorice din județul Bihor

Simbol utilizat în România pentru monumentele istorice

Lista monumentelor istorice din județul Bihor cuprinde monumentele istorice din județul Bihor înscrise în Patrimoniul cultural național al României. Lista completă este menținută și actualizată periodic de către Ministerul Culturii, Cultelor și Patrimoniului Național din România, ultima versiune datând din 2015.